# Rey Misterio Sr.
Rey Misterio Sr. (n. 8 ianuarie 1958, Tijuana, Baja California, Mexic – d. 20 decembrie 2024, Rosarito⁠(d), Baja California, Mexic) a fost unchiul cunoscutului wrestler Rey Mysterio Jr. (WWE- SmackDown) și un wrestler foarte cunoscut în Mexic. Rey Misterio Sr. a fost de asemenea antrenor și actor. Îl învățase pe Rey Mysterio Jr. foarte multe mișcări pe care îl ajuta foarte mult în WWE. Rey Misterio Sr. a fost unul dintre cele mai bune superstaruri în Mexic între anii 1970-1980. Misterio Sr. a început a fi un boxer, după ce a fost mult mai bun a devenit wrestler în Lucha Libre. Pe 6 ianuarie 1976 și-a făcut debutul la Lucha Libre în PPV-ul "Dia de los Reyes" (ziua Regilor).
Acesta a decedat pe 20 decembrie 2024 lăsând în urma un nume important în WWE dar și în Mexic, mai ales căci este purtat și de nepotul său, Ray Misterio Jr.

## Viața personală
Rey Misterio Sr. este unchiul lui Rey Mysterio Jr. și tatăl lui El Hijo de Rey Mysterio.
Rey Misterio Sr. a jucat în filmul horror El Mascarado Massacre (sau Wrestlemaniac).

## În Wrestling
Finishing Moves:
- Powerbomb
- Superkick

Signature Moves:
- Hurricanrana
- Multiple arm drags
- Missile dropkick
- Plancha

## Centuri câștigate
- Asistencia Asesoría y Administración
  - IWC Television Championship (o dată)
  - IWC World Middleweight Championship (de 2 ori)
- Pro Wrestling Illustrated
  - PWI ranked him #373 of the 500 best singles wrestlers during the PWI Years în 2003
  - PWI ranked him #212 of the 500 best singles wrestlers of the PWI 500 în 2004
- Tijuana Wrestling
  - America's Championship (1 time)
  - Baja California Middleweight Championship (1 time)
  - Tijuana Tag Team Championship (3 times) - Saeta Oriental (1), Pequeño Apolo / Super Astro (1) și Rey Guerrero (1)
- World Wrestling Association
  - WWA World Junior Light Heavyweight Championship (1 time)
  - WWA World Tag Team Championship (1 time) - cu Rey Misterio, Jr.
- World Wrestling Organization
  -     - WWO World Championship (1 dată)
- Xtreme Latin American Wrestling
  - XLAW Extreme Championship (de 2 ori)